# 1947 en bande dessinée
| Années de la bande dessinée : 1944 - 1945 - 1946 - 1947 - 1948 - 1949 - 1950    |
| Décennies de la bande dessinée : 1910 - 1920 - 1930 - 1940 - 1950 - 1960 - 1970 |

Cet article présente les faits marquants de l'année 1947 en bande dessinée.

## Évènements
- janvier : Première adaptation cinématographique de Tintin dans Le Crabe aux pinces d'or
- janvier : Buck Danny de Jean-Michel Charlier et Victor Hubinon
- août : Apparition de Black Canary dans Flash Comics #86.
- septembre : sortie de Young Romance Comics #1 (par Joe Simon et Jack Kirby, comic-book qui lancera la vague des romance comics), Prize.
- décembre : Première rencontre entre Donald Duck et son oncle Picsou dans l'histoire Noël sur le mont Ours (publiée dans Donald Duck Four Colors #178)

- En Espagne, José Escobar Saliente lance Zipi y Zape, la référence des années 1950 du tebeo, dans le magazine Pulgarcito.
- Au Québec, le journal Le Progrès du Saguenay publie la première bande dessinée de science-fiction du pays : Les Deux Petits Nains, du jeune Paulin Lessard.

## Comic Strips
| Date    | Titre        | Auteur        | Évènement | Éditeur           |  |
| ------- | ------------ | ------------- | --------- | ----------------- |  |
| janvier | Steve Canyon | Milton Caniff | Début     | Field Enterprises |  |

## Nouveaux albums
Voir aussi : Albums de bande dessinée sortis en 1947

### Franco-Belge
| Sortie | Titre       | Scénariste | Dessinateur | Coloriste | Éditeur |
| ------ | ----------- | ---------- | ----------- | --------- | ------- |
| ?      | à compléter |            |             |           |         |
| ?      | …           |            |             |           |         |

## Naissances
- 20 mars : Christian Binet
- 22 avril : Steve Englehart, scénariste de comics
- 19 mai : Alain Bignon
- 28 mai : Lynn Johnston, autrice de comics
- 8 juillet : Turk
- 10 juillet : Mythic
- 25 juillet : Ted Benoît
- 29 juillet : Baru
- 1er août : Chantal Montellier
- 14 août : Jirô Taniguchi
- 19 août : Michel Weyland
- 25 août : Michael Wm. Kaluta (dessinateur de comics)
- 30 août : Jack C. Harris, scénariste de comics
- 13 septembre : Mike Grell, auteur de comics
- 20 septembre : Steve Gerber
- 22 septembre : Max Cabanes
- 12 octobre : Pat Brady, auteur de comic strips
- 1er novembre : Gine
- 12 novembre : Carlos Ezquerra
- 13 novembre : Greg Evans, auteur de comic strips
- 24 décembre : Joost Swarte
- Naissance de Georges Bess, Coucho, François Castan, Diane Noomin, Katherine Collins et Dærick Gröss Sr.

## Décès
- 10 février : Charles A. Voight, dessinateur de comics
- 2 mai : William Moulton Marston, créateur de Wonder Woman
- 20 aout : Max Gaines, inventeur du comic book, éditeur de comics